# Herman Hendrik de Quiter (I)

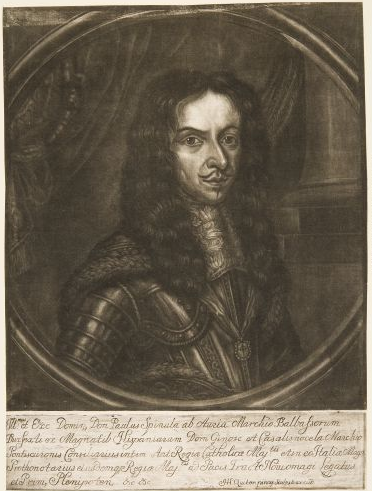
Retrato de Pablo Spinola Doria, grabado (mezzotinta) para la serie de retratos de los embajadores asistentes a la Conferencia de Paz de Nimega (Icones legatorum qui ex mandatorum plenitudine Noviomagi [...] pacis universalis), 1678-1679. Braunschweig, Herzog Anton Ulrich-Museum.

Herman Hendrik de Quiter (I) (Frisia, c. 1627/1628-Kassel, 1708) fue un pintor, dibujante, grabador a media mancha y marchante de arte nacido en la región de Frisia oriental.
Activo en Alemania, en 1673 obtuvo la ciudadanía en Hamburgo y en 1687-1688 estuvo en Nimega, durante las negociaciones de paz, como atestigua la serie de cuarenta retratos de los mandatarios y plenipotenciarios asistentes a la conferencia, reunida en Icones legatorum qui ex mandatorum plenitudine Noviomagi [...] pacis universalis, Bonn, 1680. Posteriormente residió en Colonia entre 1681 y 1688 como pintor de la corte y conservador de la colección del príncipe elector Maximiliano Enrique de Baviera. A la muerte de este pasó a Bremen donde apenas permanecería unos meses pues en 1689 o poco más tarde trabajaba en Kassel (Hesse) al servicio de Carlos I de Hesse-Kassel.
Sus hijos, Herman Hendrik de Quiter II (fallecido en Braunschweig en 1731) y Magnus de Quiter (Kassel, 1694-1744) fueron también pintores de corte y discípulos de Carlo Maratta en Roma.